# Rockland (Maine)
Rockland è una città di 7 609 abitanti degli Stati Uniti d'America, situata nella Contea di Knox, della quale è il capoluogo, nello stato del Maine. La città si affaccia sulla riva occidentale della baia di Penobscot.